# Liste des œuvres présentées à la huitième exposition des impressionnistes
Cet article recense les œuvres présentées lors de la huitième exposition des impressionnistes, qui s'est tenue du 15 mai au 15 juin 1886. Rassemblant 17 artistes, la huitième exposition des impressionnistes regroupe au moins 249 œuvres.

## Titres
Les titres des œuvres, ainsi que leur ordre, sont ceux donnés sur le catalogue de l'exposition. Ils peuvent différer de ceux qu'on leur donne aujourd'hui.
Par ailleurs, de façon quasi systématique, les noms des personnes ne sont indiqués que par leurs initiales.

## Liste

### Marie Bracquemond

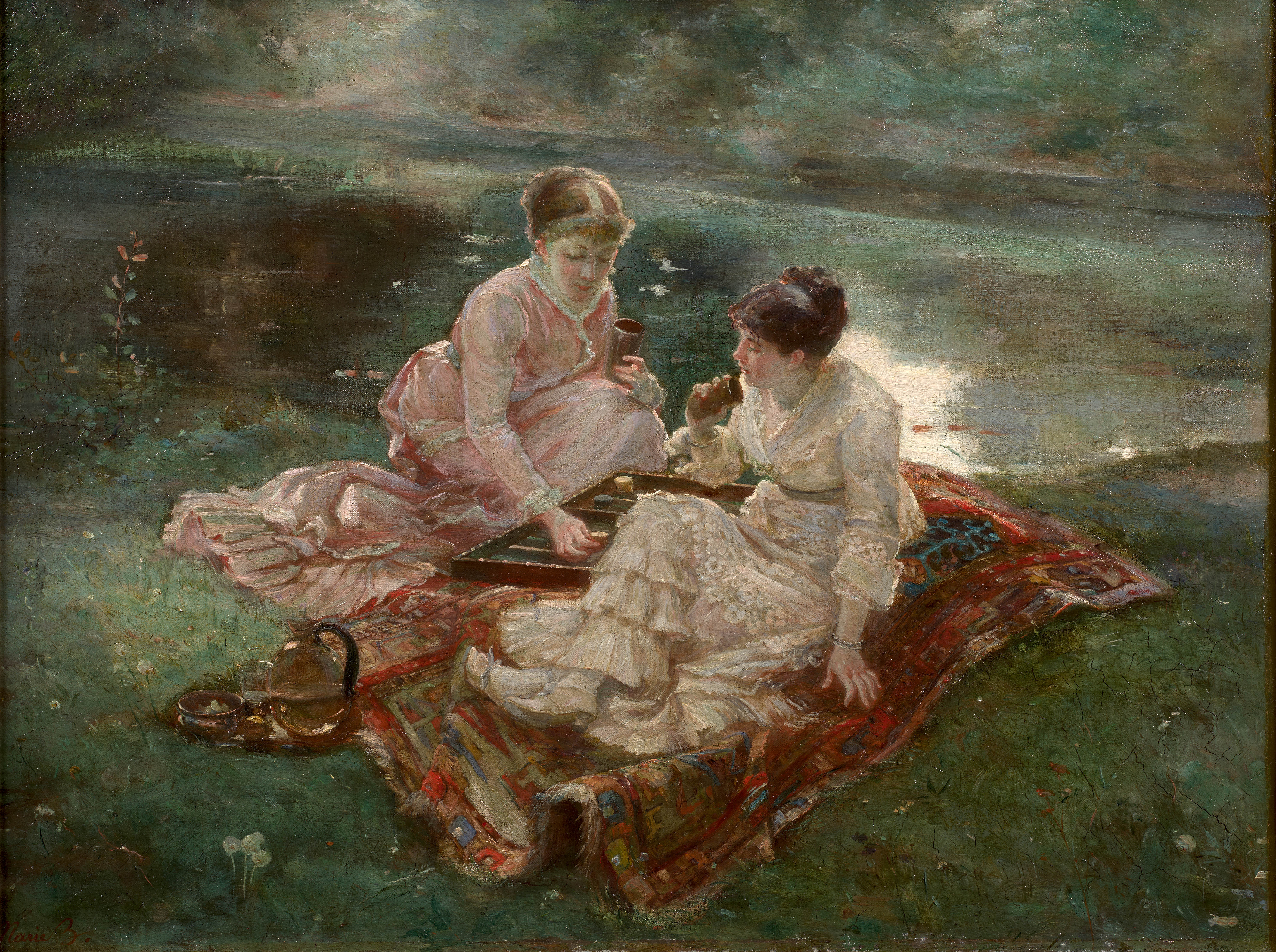
3 : Les Joueuses de jaquet

Marie Bracquemond présente 6 œuvres : 
- 1 : Jeunes filles (carton fusain)
- 2 : Portrait de jeune garçon
- 3 : Les Joueuses de jaquet
- 4 : Portrait de M. F. Bracquemond (Félix Bracquemond)
- 5 : Cueilleuse de pommes (aquarelle)
- 6 : Dans le jardin (aquarelle)

### Mary Cassatt
Mary Cassatt présente 7 œuvres : six peintures et un pastel.
- 7 : Jeune Fille à la fenêtre (appartient à M. Berend ; National Gallery of Art sous le titre Young Girl at a Window[2])
- 8 : Jeune Fille au jardin (appartient à M. Personnaz)
- 9 : Étude (National Gallery of Art sous le titre Girl Arranging Her Hair : Fille arrangeant ses cheveux[3])
- 10 : Portrait
- 11 : Enfants sur la plage (National Gallery of Art sous le titre Children Playing on the Beach : Enfants jouant sur la plage[4])
- 12 : Enfants au jardin (appartient à M. H.)
- 13 : Mère et Enfant (pastel ; appartient à M. Nunès)

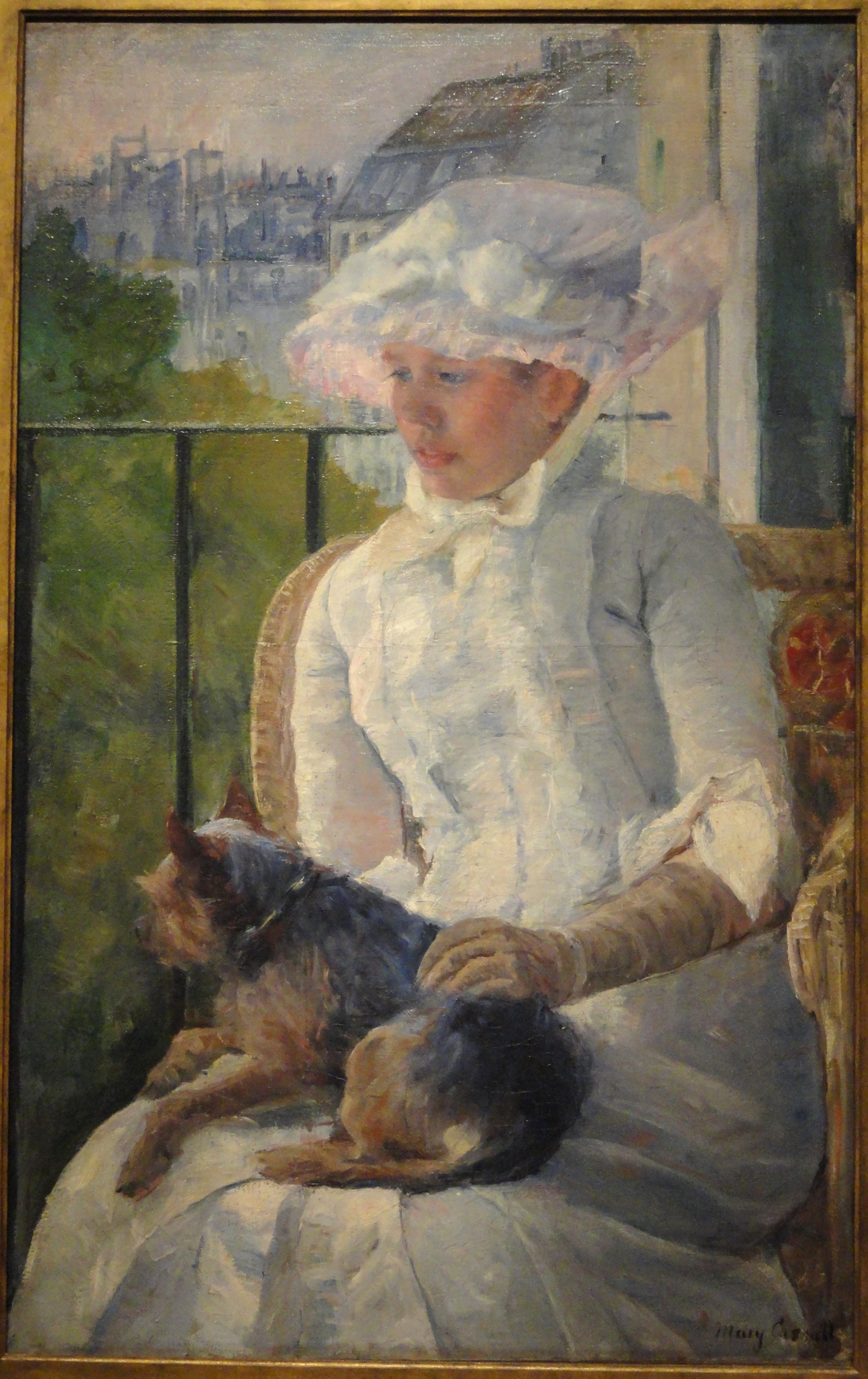
7 : Jeune Fille à la fenêtre
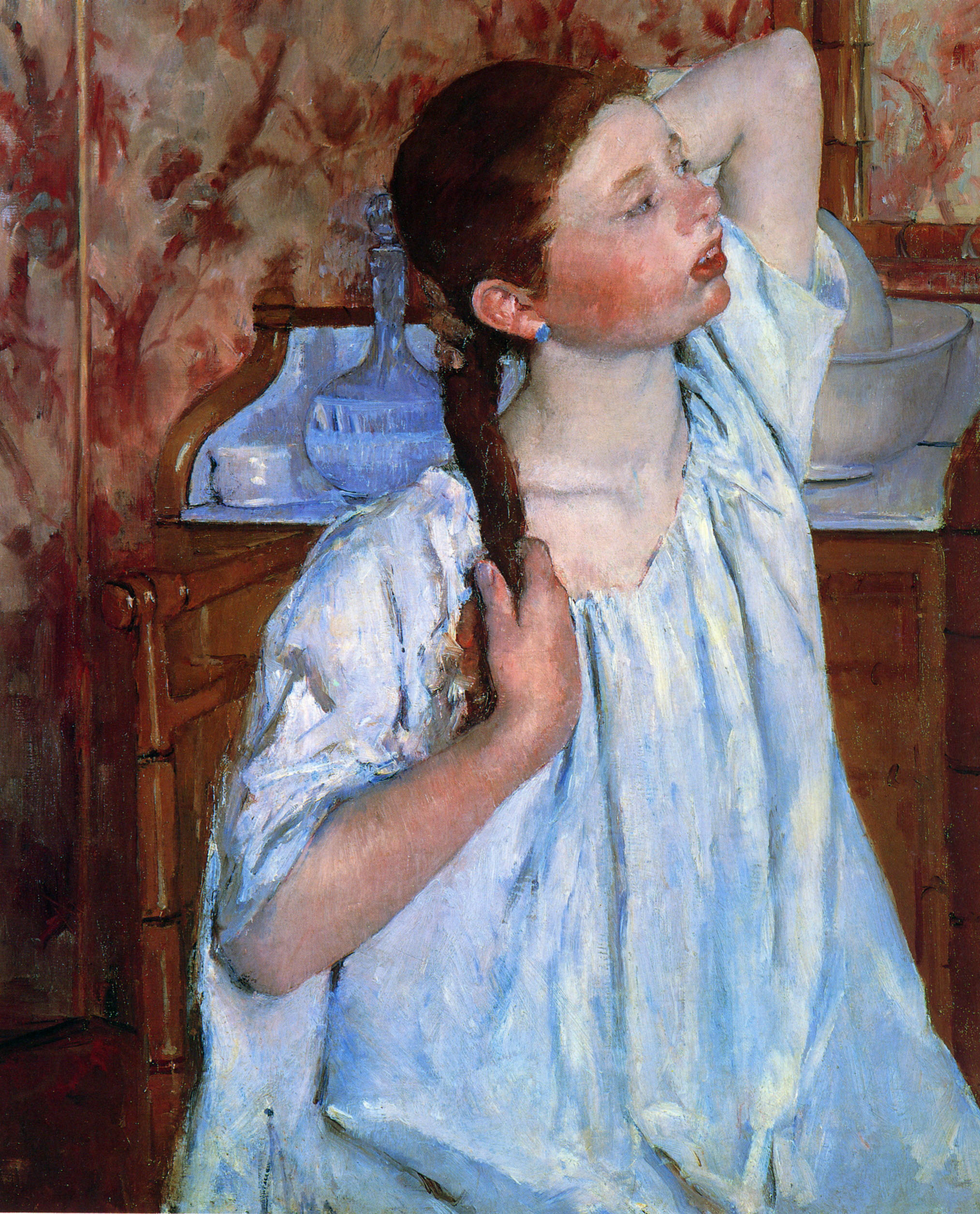
9 : Étude
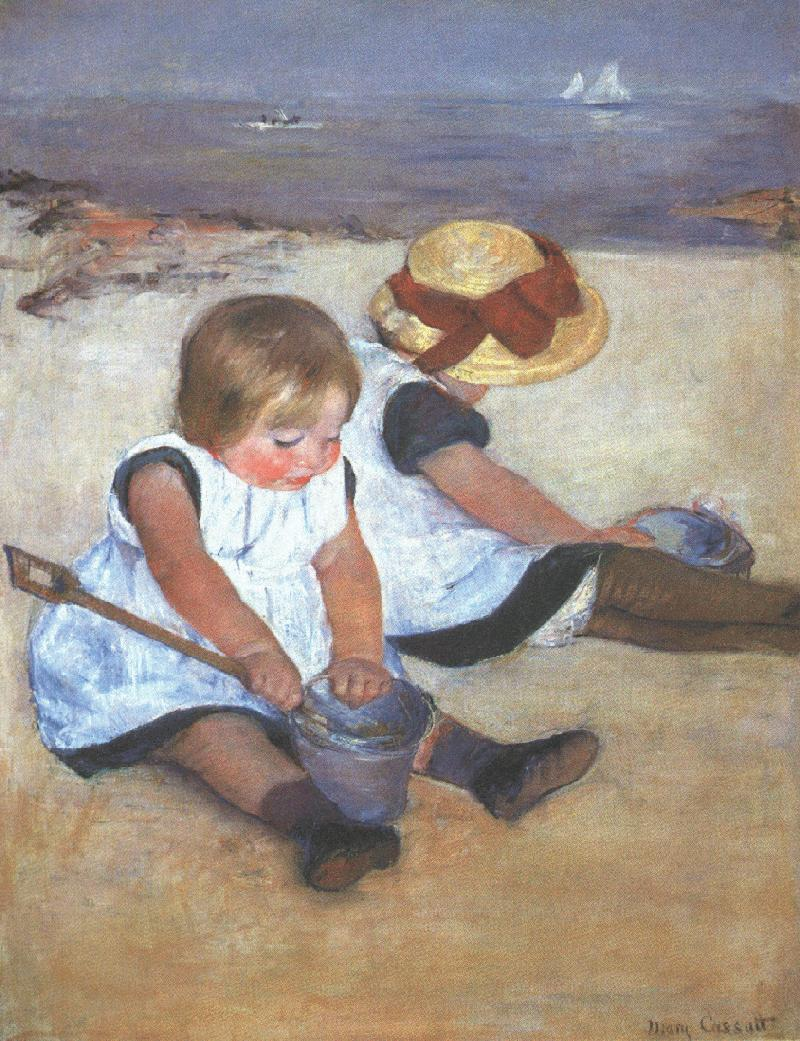
11 : Enfants sur la plage

### Edgar Degas
Edgar Degas présente 15 pastels, dont une série de nus féminins.
- 14 : Femme essayant un chapeau chez sa modiste (appartient à Mme A. ; Metropolitan Museum of Art sous le titre  At the Milliner's  : Chez la modiste[5],[6])
- 15 : Petites modistes (appartient à Alexis Rouart ; musée d'art Nelson-Atkins sous le titre Junior Milliners[7],[8])
- 16 : Portrait (collection particulière[9])
- 17 : Ébauche de portraits
- 18 : Têtes de femme (collection particulière[10])
- 19-28 : Suite de nuds [sic] de femmes se baignant, se lavant, se séchant, s'essuyant, se peignant ou se faisant peigner (deux pastels appartiennent à Émile Boussod, un à M. R. B., un autre à M. M. et dernier à M. H.) Aucun nom ne permet de les différencier, mais ils apparaissent dans les collections suivantes :
  - Collection Burrell sous le titre Femme au tub[11]
  - Hill–Stead Museum (en) sous le titre The Tub, Le Tub[12],[13]
  - Metropolitan Museum of Art sous le titre Woman Bathing in a Shallow Tub, Femme nue au tub[14],[15]
  - Metropolitan Museum of Art sous le titre Woman Drying Her Foot, Femme nue s'essuyant le pied gauche[16],[17]
  - Musée de l'Ermitage sous le titre Причёсывающаяся женщина, Femme se coiffant[18],[19]
  - National Gallery of Art sous le titre Young Woman Dressing Herself, Jeune Femme s'essuyant[20],[21]
  - Pearlman Foundation (en) sous le titre The Morning Bath, Le Bain du matin[22],[23]
  - Tate Britain sous le titre Woman in a Tub, Femme au tub[24],[25]

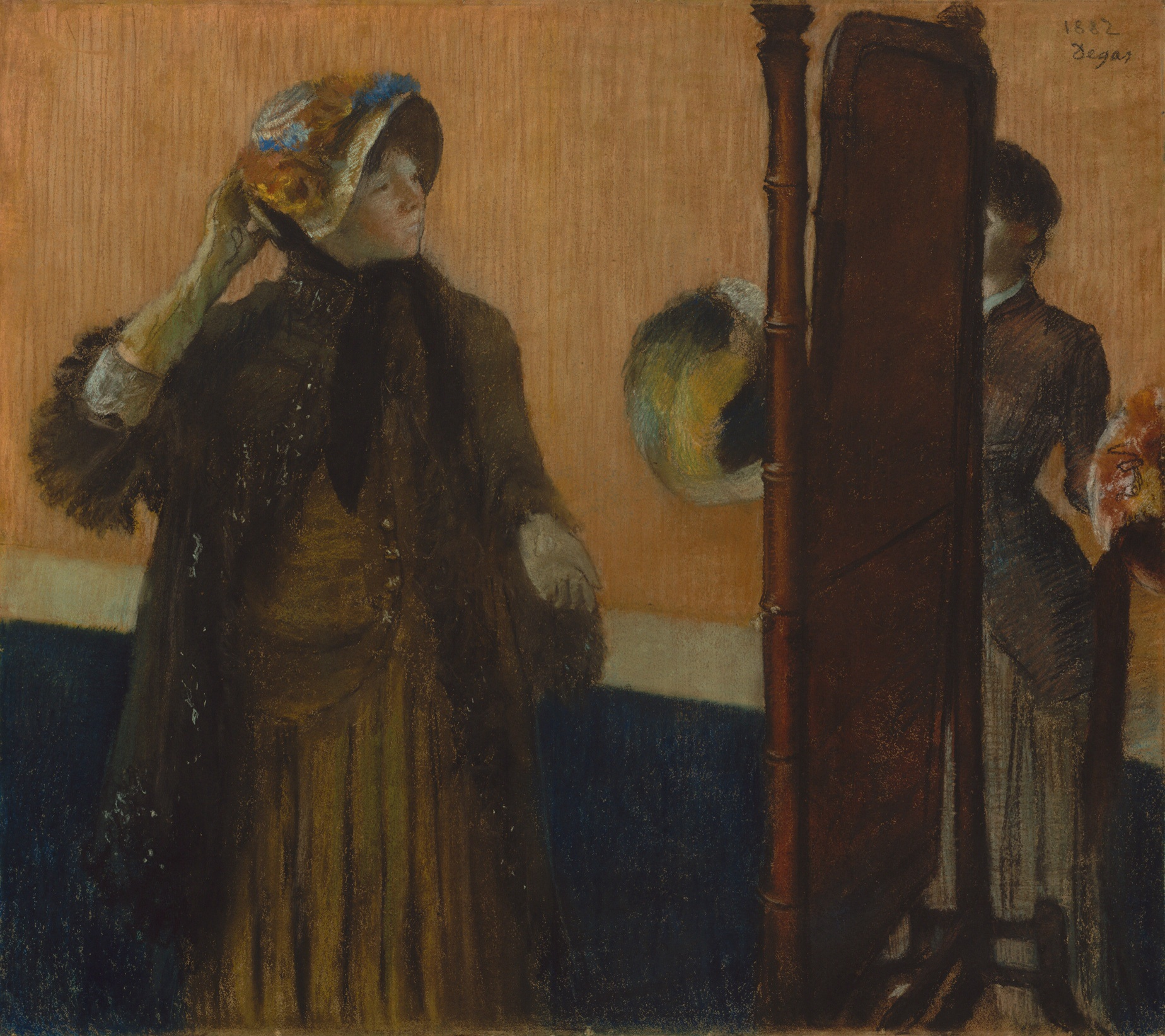
14 : Femme essayant un chapeau chez sa modiste
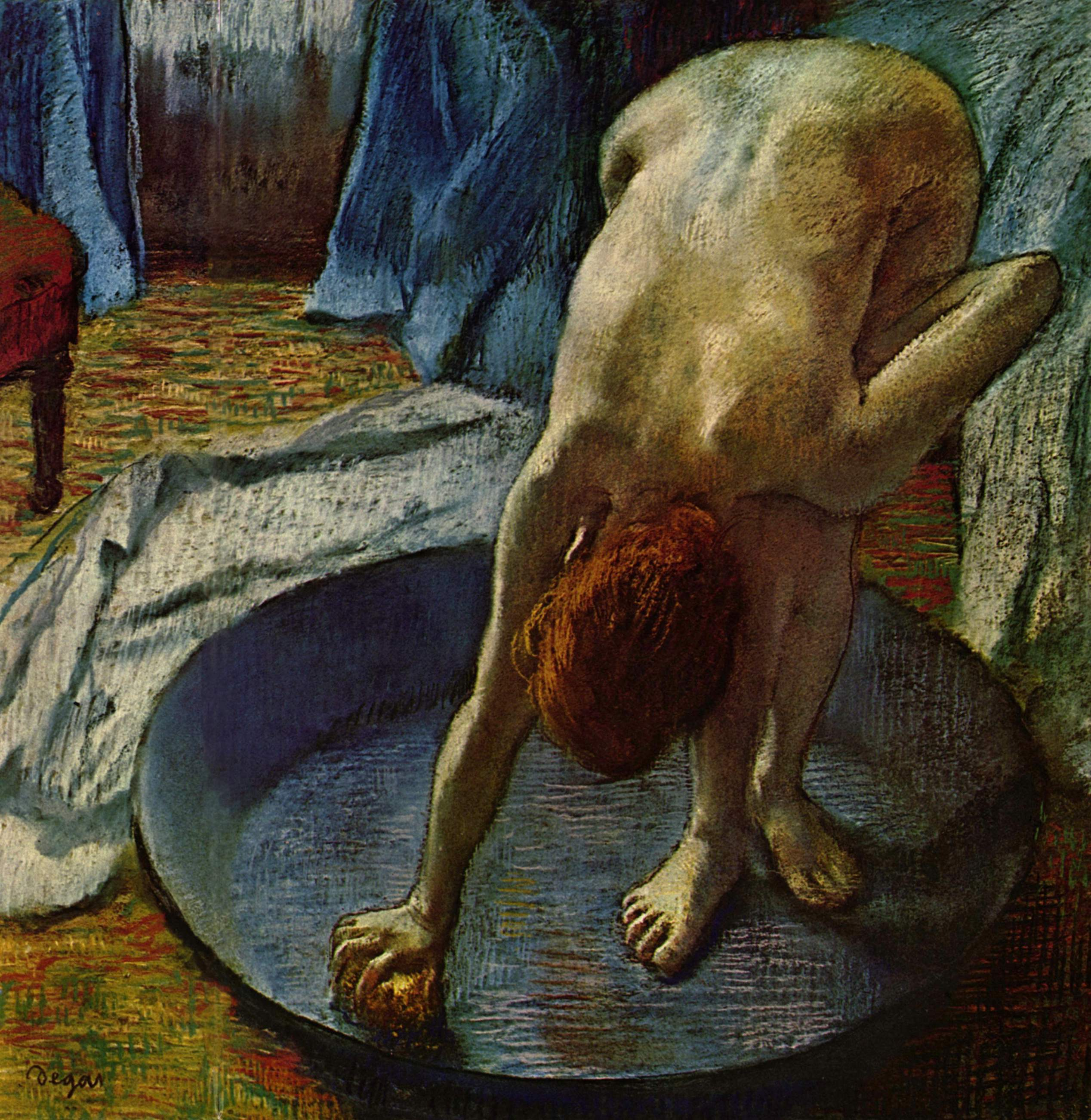
19-28 : Le Tub
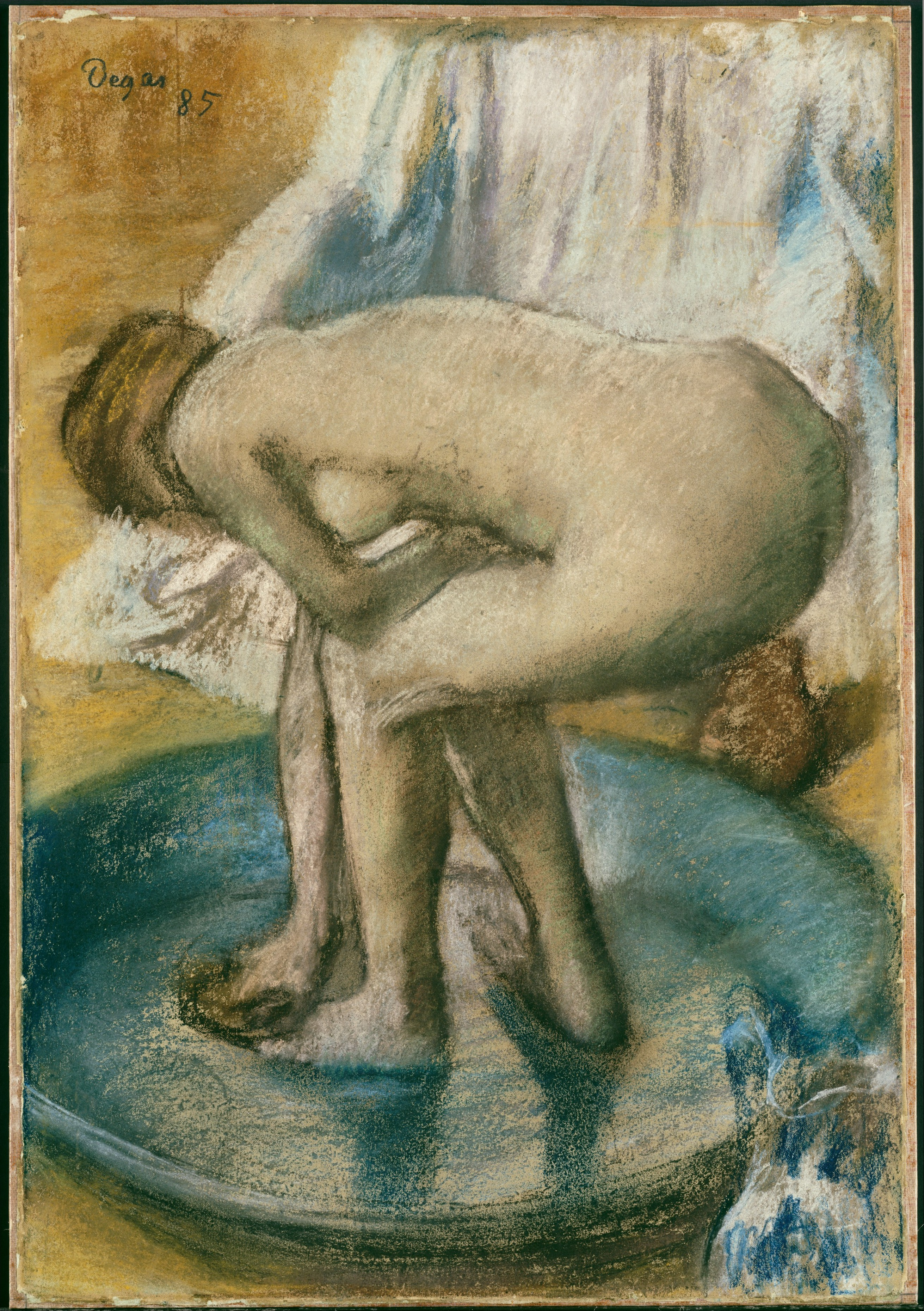
19-28 : Femme nue au tub
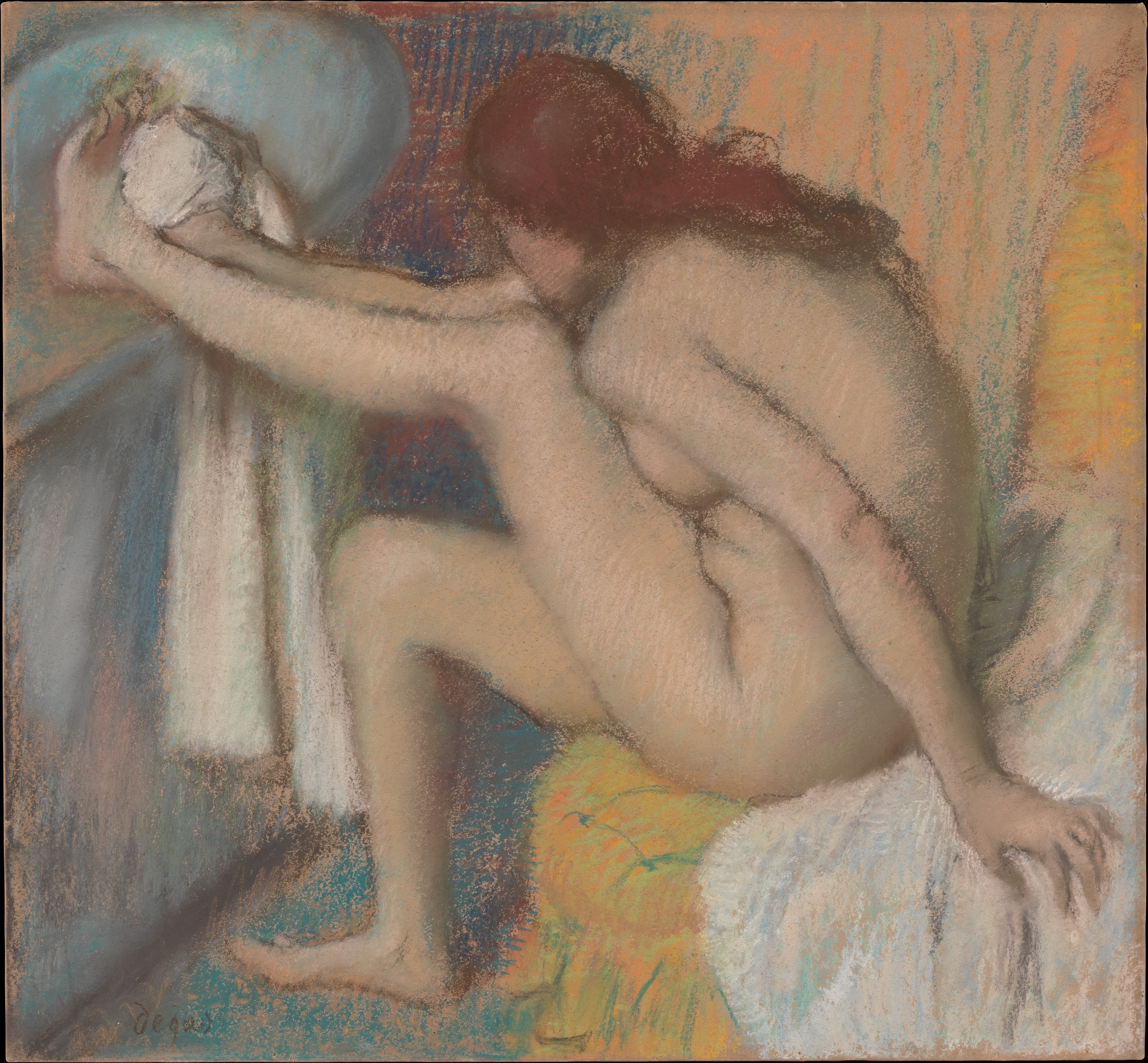
19-28 : Femme nue s'essuyant le pied gauche
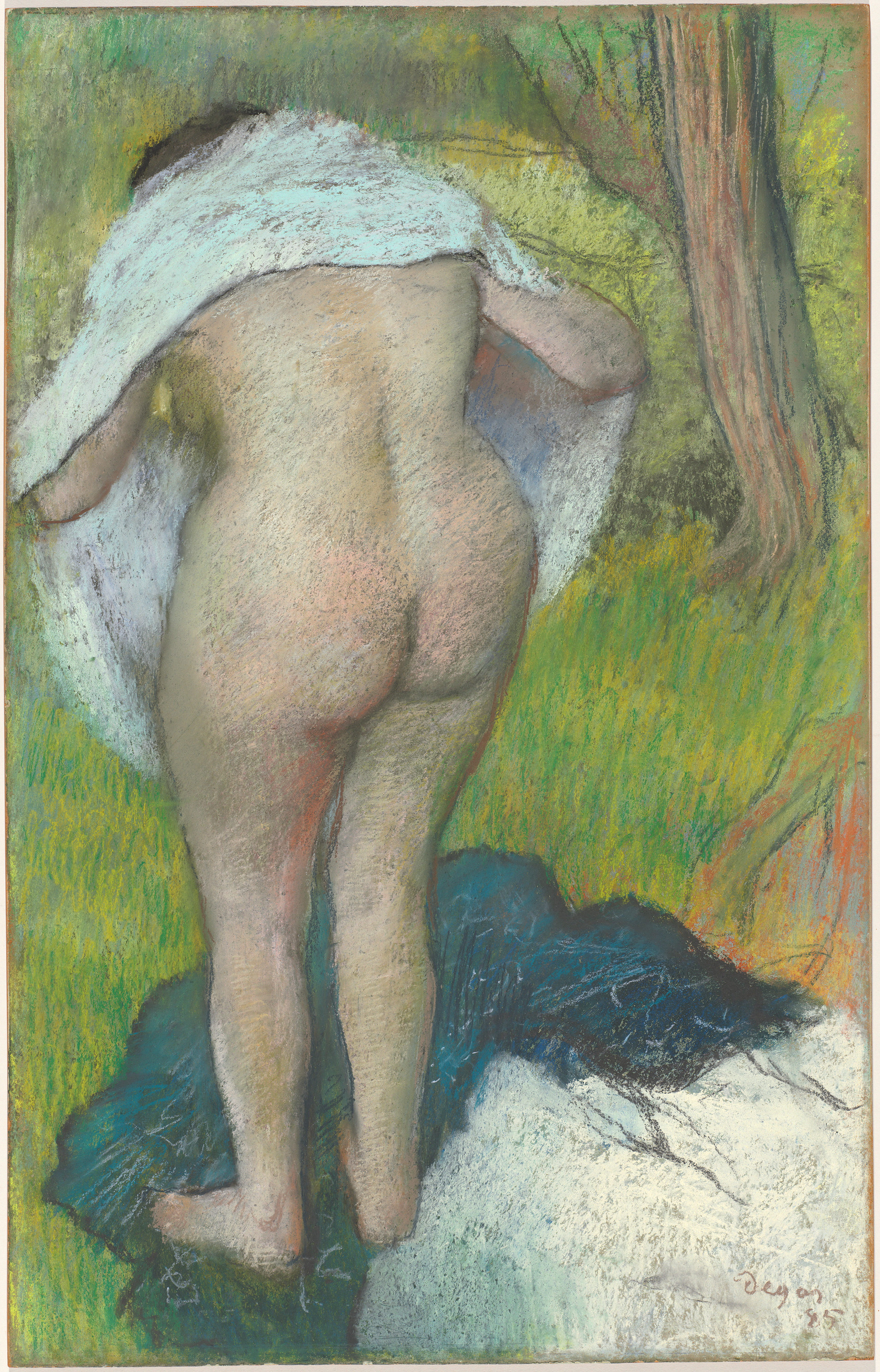
19-28 : Jeune Femme s'essuyant

### Jean-Louis Forain
Jean-Louis Forain présente 13 œuvres : 
- 29 : Femme à sa toilette (appartient à Paul Durand-Ruel)
- 30 : Place de la Concorde (appartient à M. Menier)
- 31 : Portrait de Mme W.
- 32 : Portrait de Mme S.
- 33 : Femme respirant des fleurs (appartient à Paul Durand-Ruel)
- 34 : Femme fumant une cigarette (appartient à Mme T.)
- 35 : Tête d'étude
- 36 : Tête d'étude
- 37 : Jeune fille au bal (appartient à Mme de P.)
- 38 : Femme en noir (appartient à M. le comte de F.)
- 39 : Souvenir de Chantilly (esquisse en grisaille ; appartient à Mme S.)
- 40 : Un coin à l'Opéra (dessin à l'encre de Chine ; appartient à M. Donnadille)
- 41 : Pompier dans les coulisses de l'Opéra

### Paul Gauguin
Paul Gauguin présente 19 tableaux : 
- 42 : Nature morte (peut-être musée des Beaux-Arts de Rennes sous le titre Nature morte aux oranges[26],[27],[28])
- 43 : Vaches au repos (musée Boijmans Van Beuningen[29],[30] ou galerie d'art moderne de Milan[31])
- 44 : Vache dans l'eau (musée Boijmans Van Beuningen[29],[30] ou collection particulière[32])
- 45 : Un coin de la mare (galerie d'art moderne de Milan[31] ou trois tableaux possibles dans des collections particulières[33],[32],[34]).
- 46 : Les Saules (peut-être collection particulière[35])
- 47 : Près de la ferme (peut-être musée d'art de Portland (en) sous le titre Les Oies dans le pré[36])
- 48 : Paysage d'hiver (peut-être collection particulière[37])
- 49 : Le Château de l'Anglaise (peut-être collection particulière[38])
- 50 : L'Église (collection particulière sous le titre Notre-Dame-des-Anges, Rouen[39])
- 51 : Vue de Rouen
- 52 : Avant les pommes (collection particulière[40])
- 53 : Les Baigneuses (Ny Carlsberg Glyptotek sous le titre La Plage à Dieppe[41])
- 54 : Fleurs, fantaisie (localisation inconnue[42] ou Philadelphia Museum of Art sous le titre Still Life with Moss Roses in a Basket[43],[44])
- 55 : Route de Rouen (musée Thyssen-Bornemisza sous le titre Rue à Rouen[45],[46] ou fondation et Collection Emil G. Bührle sous le titre Die Strasse, La Rue[47],[48])
- 56 : Parc, Danemarck [sic] (Ny Carlsberg Glyptotek[49])
- 57 : Conversation (collection particulière[50])
- 58 : Chemin de la ferme (musée Mohamed Mahmoud Khalil[51])
- 59 : Falaises (collection particulière[52])
- 60 : Portrait (peut-être musée départemental Maurice-Denis sous le titre La Fille du patron[53],[54])

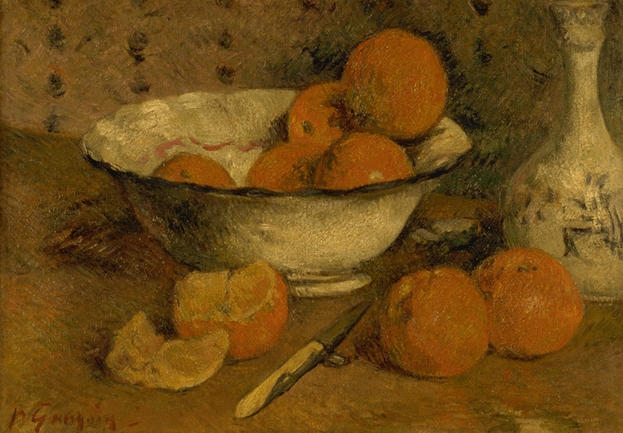
42 : Nature morte
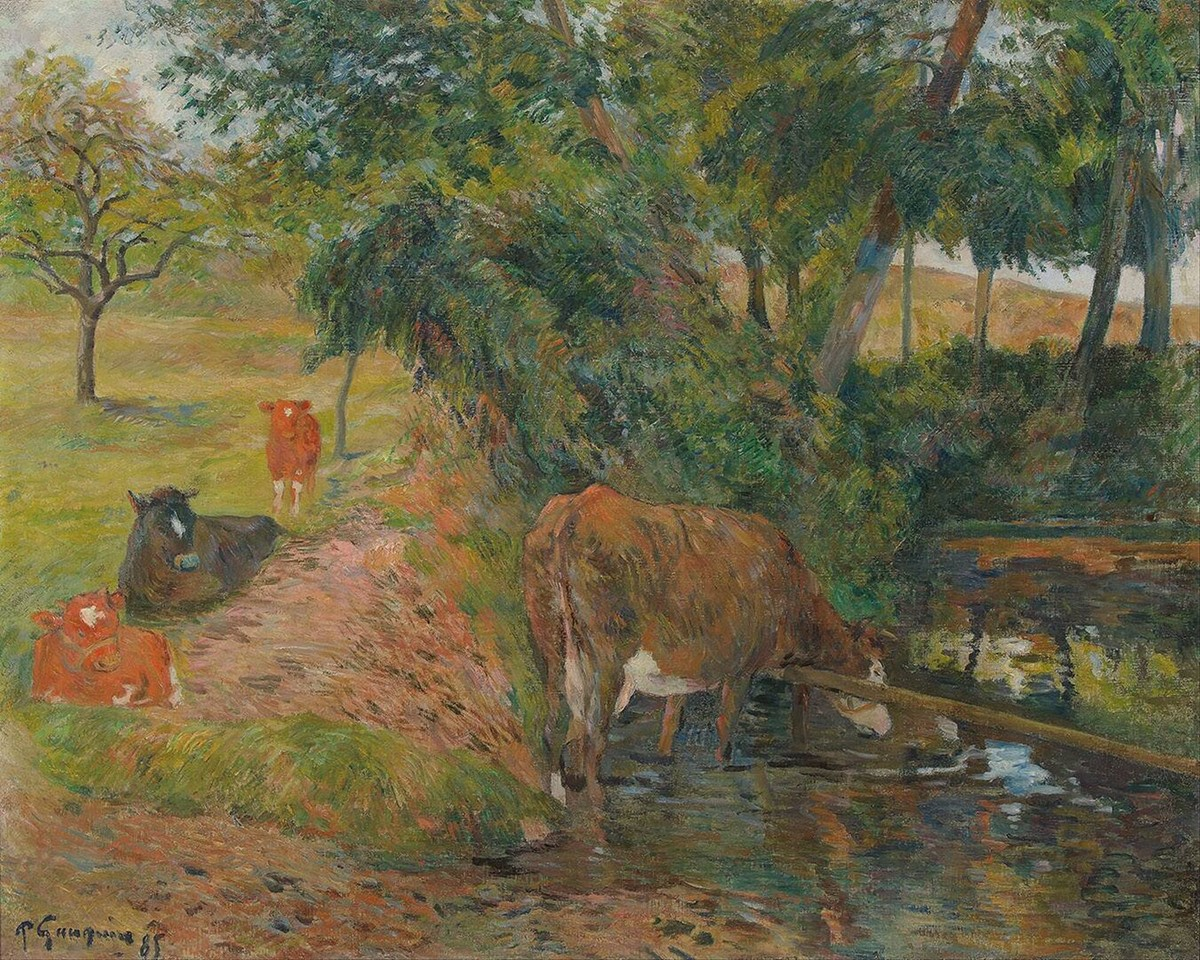
43 : Vaches au repos / 44 : Vache dans l'eau ?
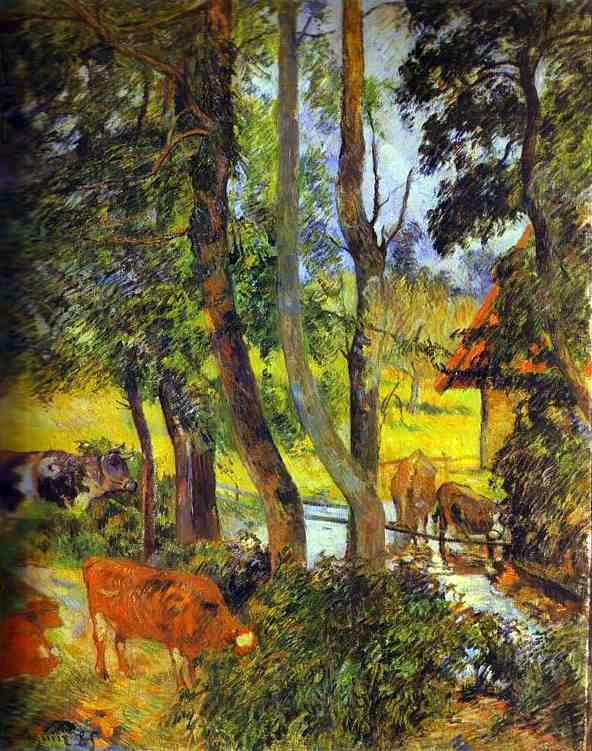
43 : Vaches au repos / 45 : Un coin de la mare ?
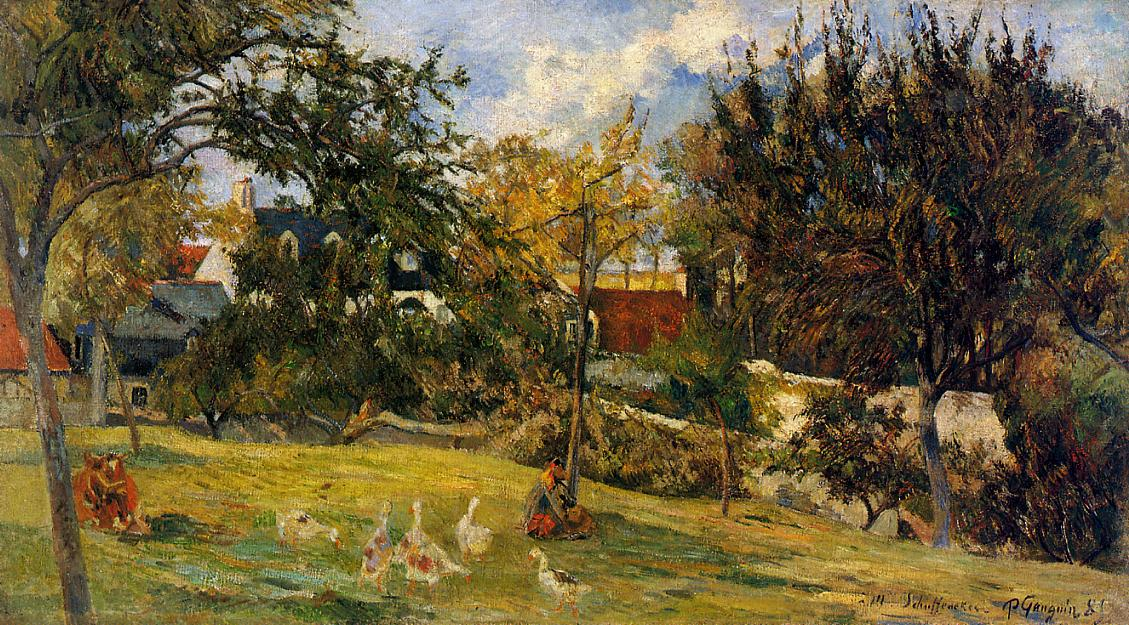
47 : Près de la ferme ?
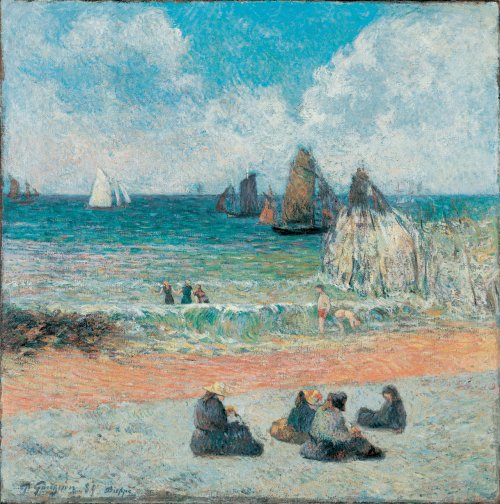
53 : Les Baigneuses
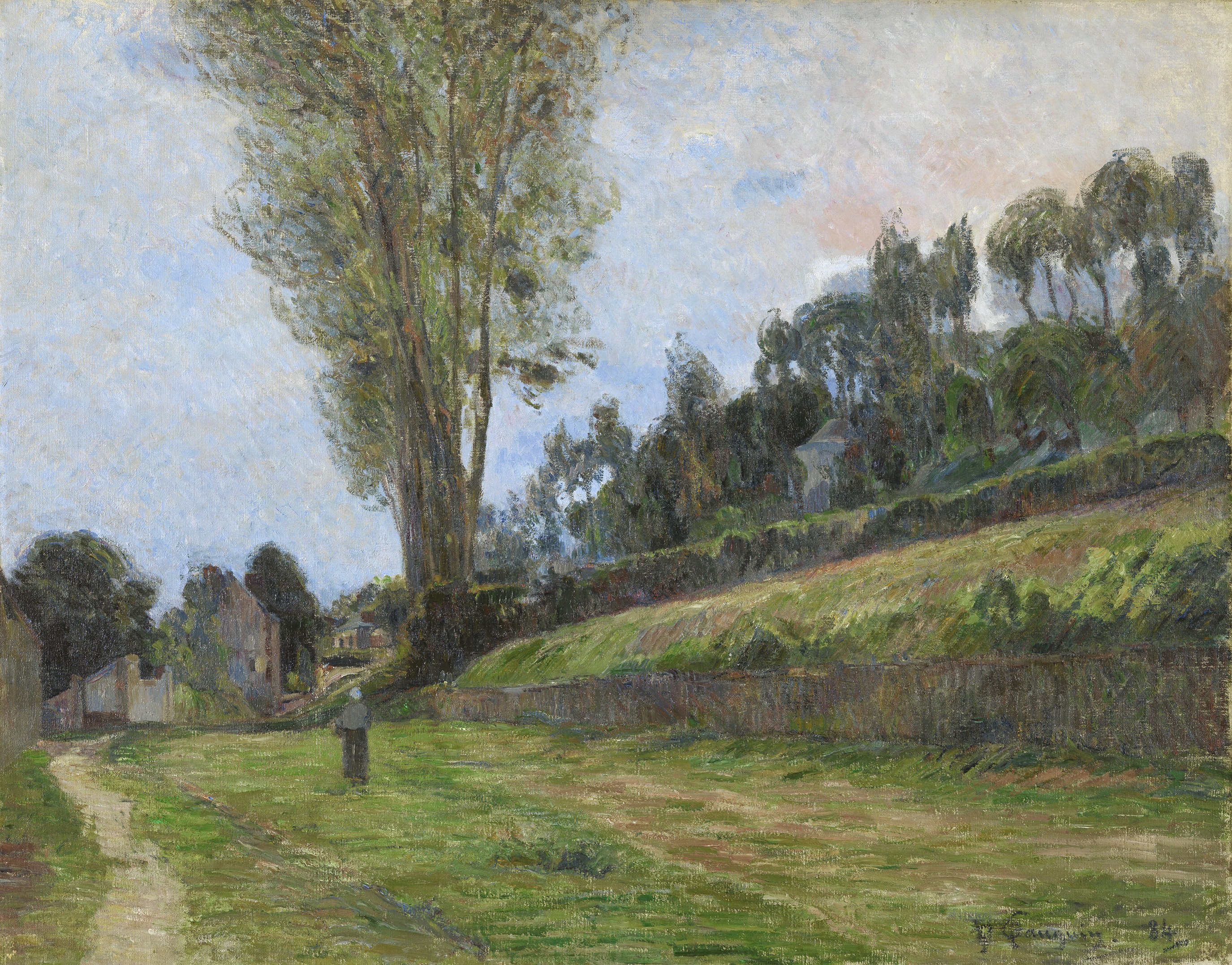
55 : Route de Rouen ?
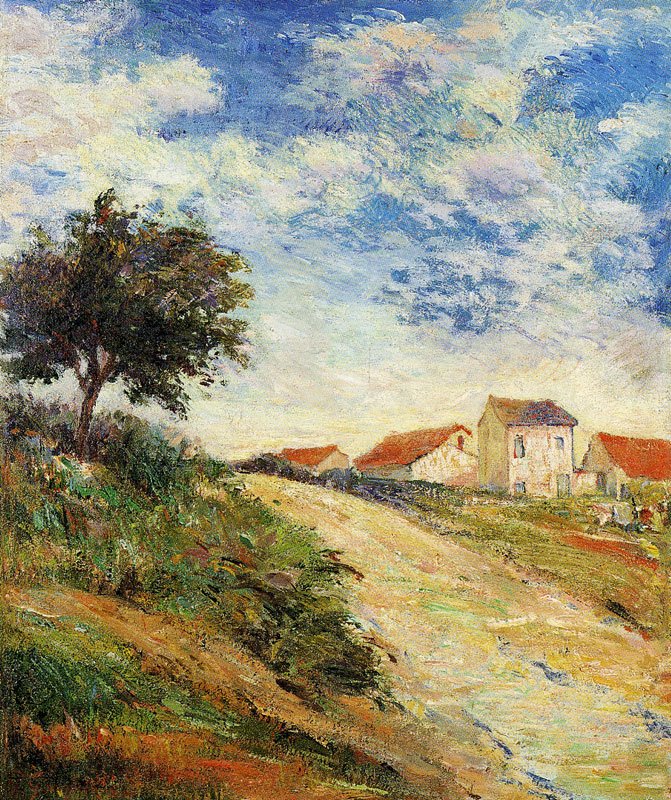
55 : Route de Rouen ?
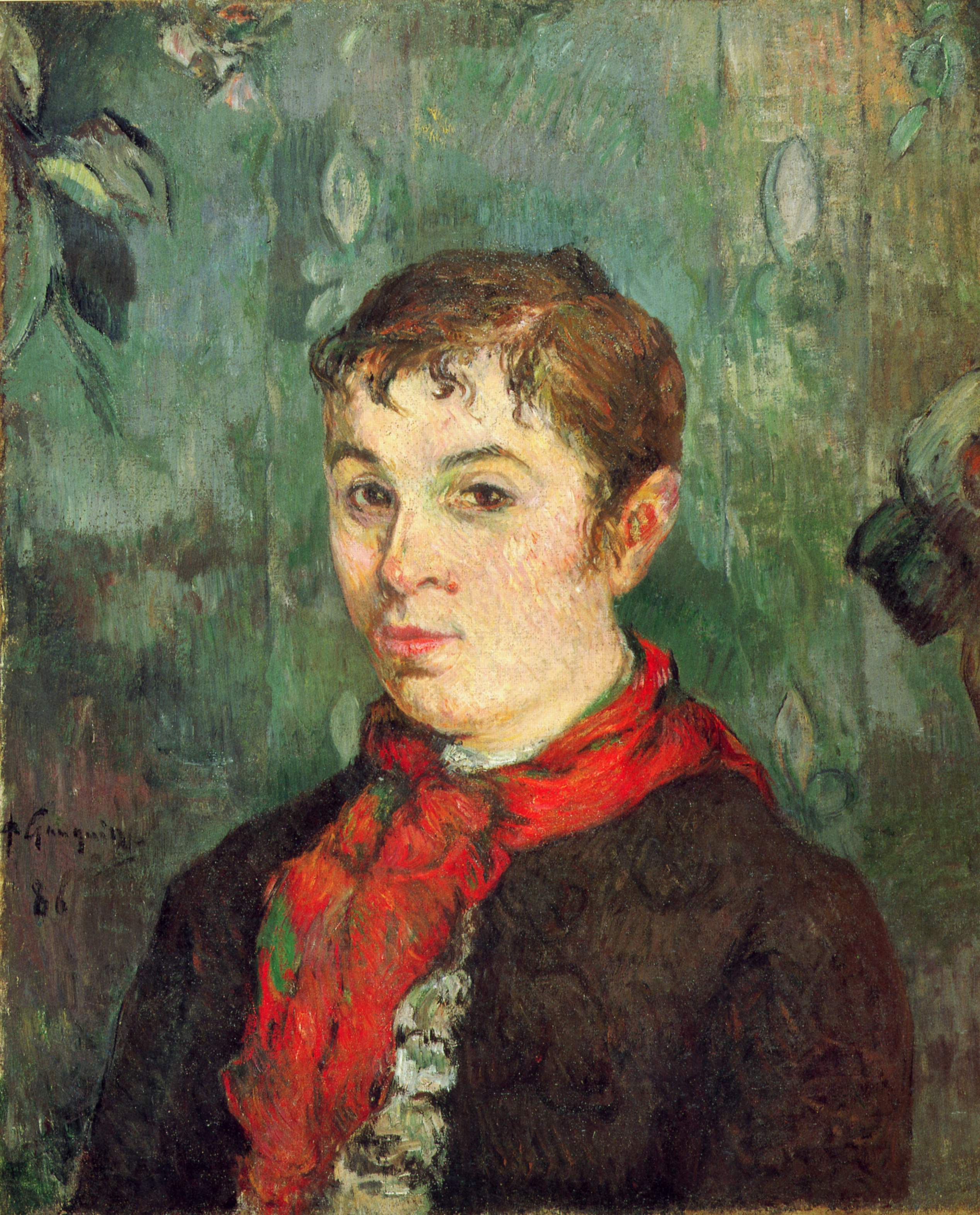
60 : Portrait ?

### Armand Guillaumin
Armand Guillaumin présente 21 œuvres : dix-neuf peintures et quatre pastels.
- Peintures :
  - 61 : Paysage d'été à Damiette (peut-être collection particulière[55])
  - 62 : Crépuscule à Damiette (peut-être Petit Palais[56])
  - 63 : Paysage, fin de l'hiver (Petit Palais[56])
  - 64 : Chaumières à Damiette
  - 65 : Portrait
  - 66 : Intérieur à Damiette
  - 67 : Jeune fille lisant (peut-être collection particulière[57])
  - 68 : Prairie à Damiette (appartient à M. Mendez)
  - 69 : Jardin à Damiette (peut-être Ny Carlsberg Glyptotek[58])
  - 70 : Jardin à Damiette (peut-être Ny Carlsberg Glyptotek[59])
  - 71 : Les Pêcheuses
  - 72 : Étude
  - 73 : Bords de l'Yvette, le matin
  - 74 : Damiette, paysage du matin (appartient à Zacharie Astruc)
  - 75 : Pêcheurs (appartient à M. Berend ; musée d'Orsay[60],[61])
  - 76 : Soleil couchant
  - 77 : Paysage à Damiette

- Pastels :
  - 78 : Portrait (appartient à M. Nunès)
  - 79 : Tête de jeune fille (appartient à M. Nunès)
  - 80 : Enfant endormi
  - 81 : Travesti

### Berthe Morisot
Berthe Morisot présente 14 œuvres : 
- 82 : Jeune Fille sur l'herbe (Ordrupgaard ; également connu sous le titre Le Corsage rouge[62],[63])
- 83 : Jardin à Bougival (musée Marmottan Monet[64],[65])
- 84 : Enfants
- 85 : Petite Servante (en) (National Gallery of Art sous le titre In the Dining Room : Dans la salle à manger[66],[67])
- 86 : Portraits d'enfants
- 87 : Le Lever (collection particulière[68])
- 88 : Paysage à Nice
- 89 : Roses trémières
- 90 : Portrait de Mlle L.
- 91 : Portrait de Mlle P. G. (collection particulière[69])
- 92 : série de dessins
- 93 : série d'aquarelles
- 94 : éventails
- 94 : Au bain (Clark Art Institute[70],[71])

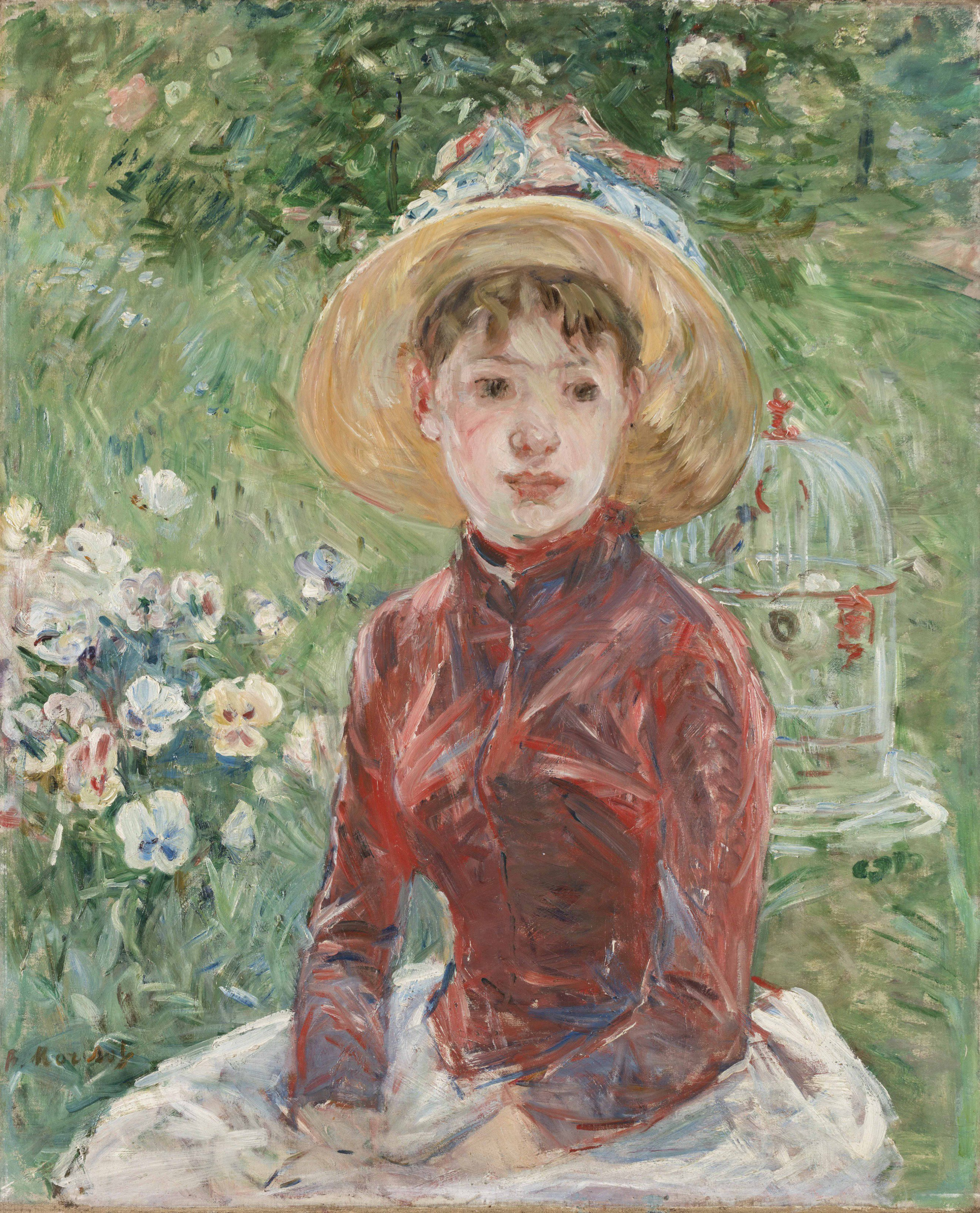
82 : Jeune Fille sur l'herbe
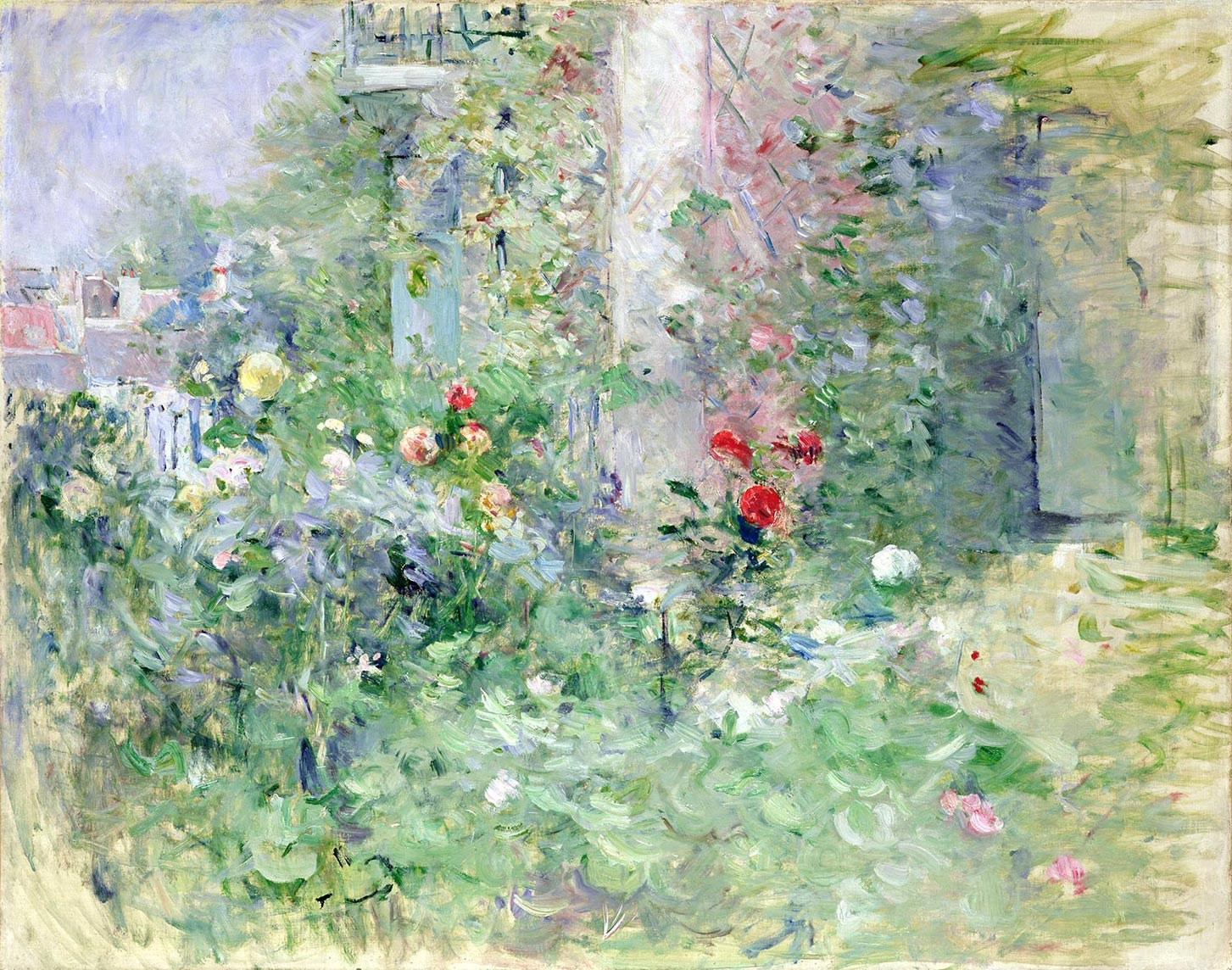
83 : Jardin à Bougival
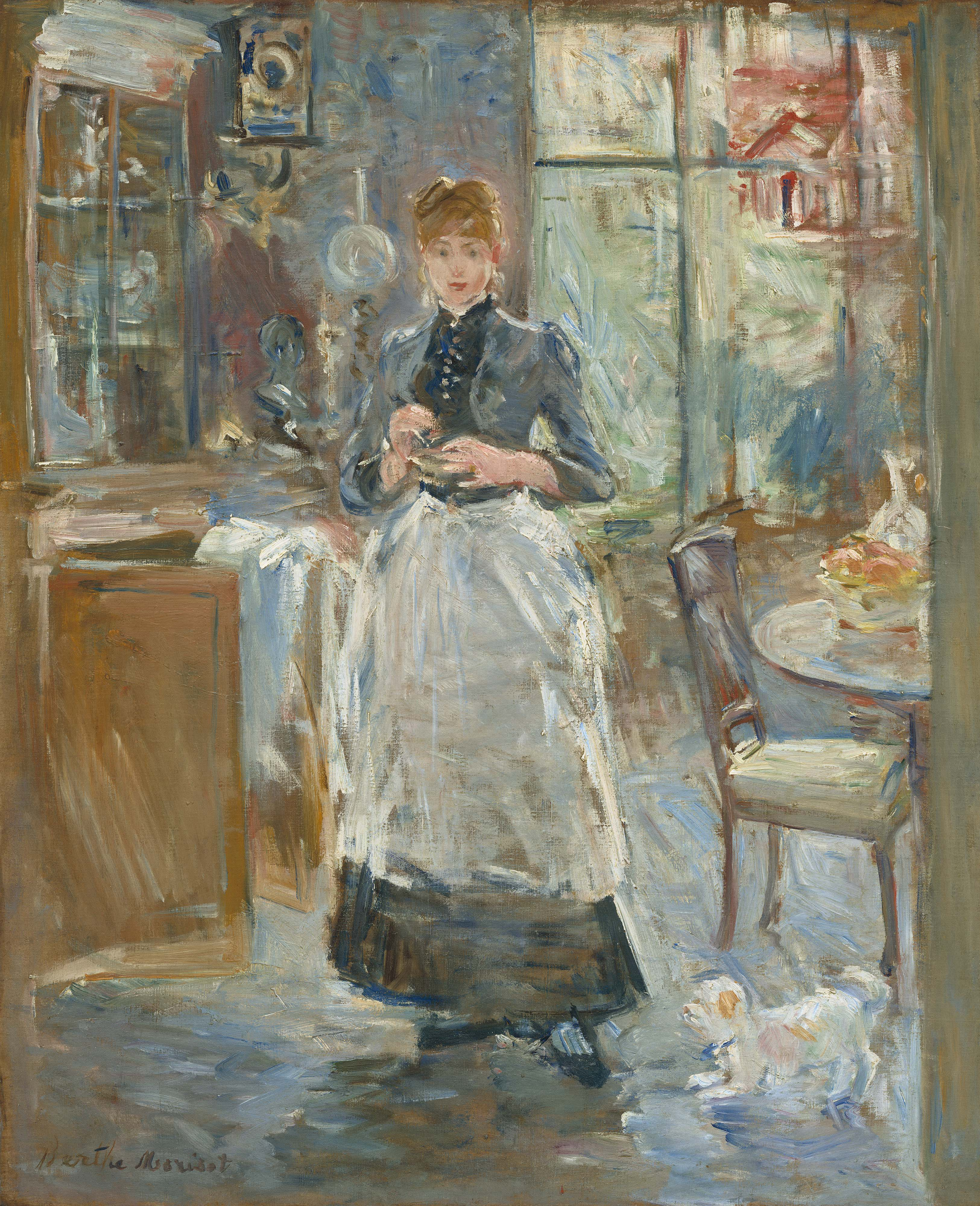
85 : Petite Servante (en)
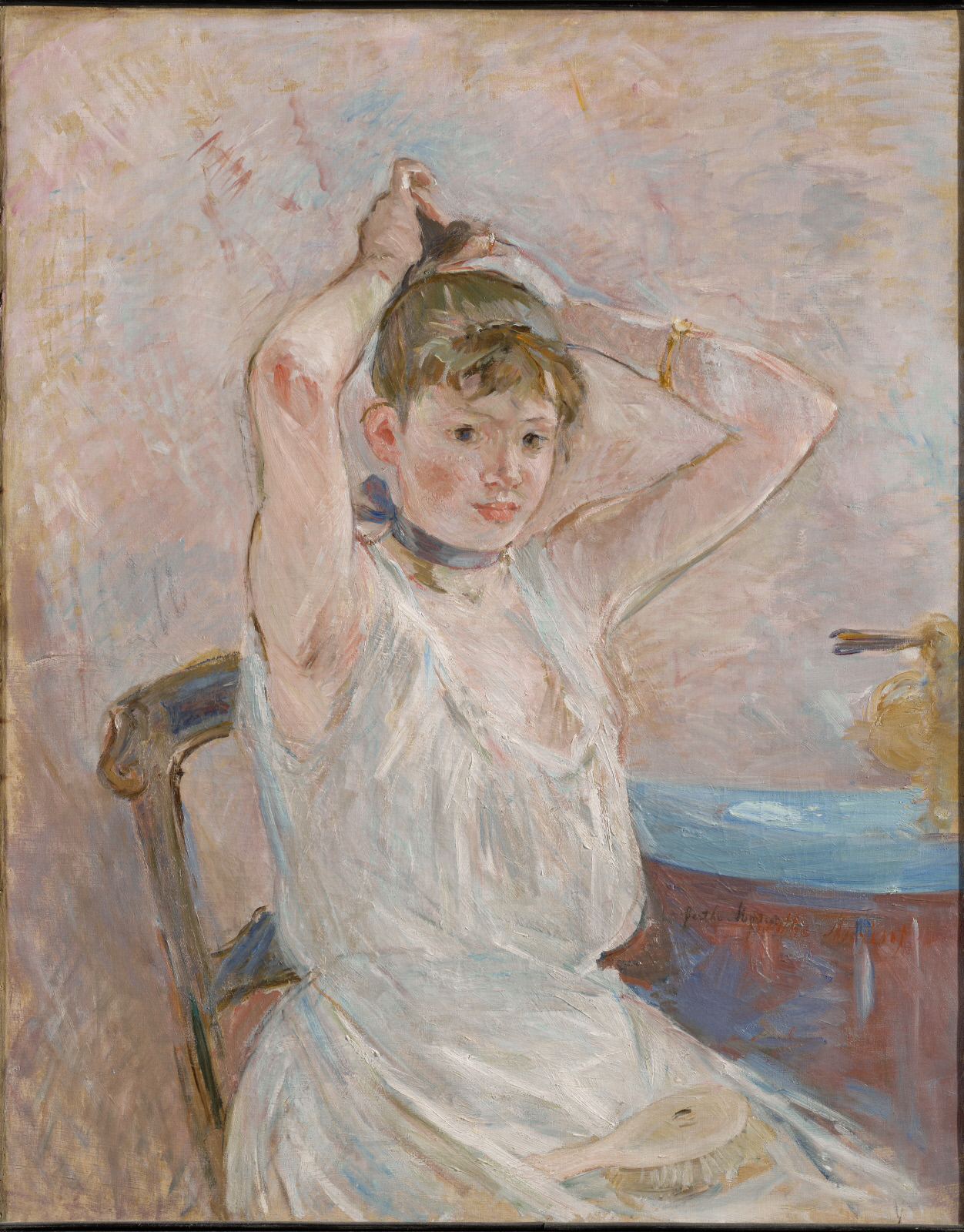
94 : Au bain

### Camille Pissarro
Camille Pissarro présente 20 œuvres : neuf peintures à l'huile, quatre gouaches, deux pastels et cinq eaux-fortes.
Le catalogue mentionne deux œuvres sous le numéro 102.
- Peintures à l'huile :
  - 95 : Vue de ma fenêtre par temps gris (Ashmolean Museum[72],[73])
  - 96 : Prairies de Bazincourt, le matin (collection particulière[74])
  - 97 : Coteaux de Bazincourt, l'après-midi (collection particulière[75])
  - 98 : Poiriers en fleurs, matin (musée Pola[76],[77])
  - 99 : Automne
  - 100 : La Cueillette de pommes (musée d'Art Ōhara[78])
  - 101 : Marais de Bazincourt, en automne (collection particulière[79])
  - 102 : Plein soleil - Paysanne aux champs (collection particulière[80])
  - 102bis : Mère et Enfant (collection particulière[81])

- Gouaches :
  - 103 : Vaches et Paysannes
  - 104 : Paysannes au soleil
  - 105 : Gardeuse d'oies
  - 106 : Éventail (paysannes)

- Pastels :
  - 107 : Six études de paysannes
  - 108 : Une étude d'enfant

- Eaux-fortes :
  - 109 : Récolte de pommes de terre
  - 110 : Rue de l'Épicerie, à Rouen, rue Malpalue, à Rouen
  - 111 : Vaches et Paysage
  - 112 : Port de Rouen, effet de pluie et paysage
  - 113 : Paysage à Rouen, paysage à Osny

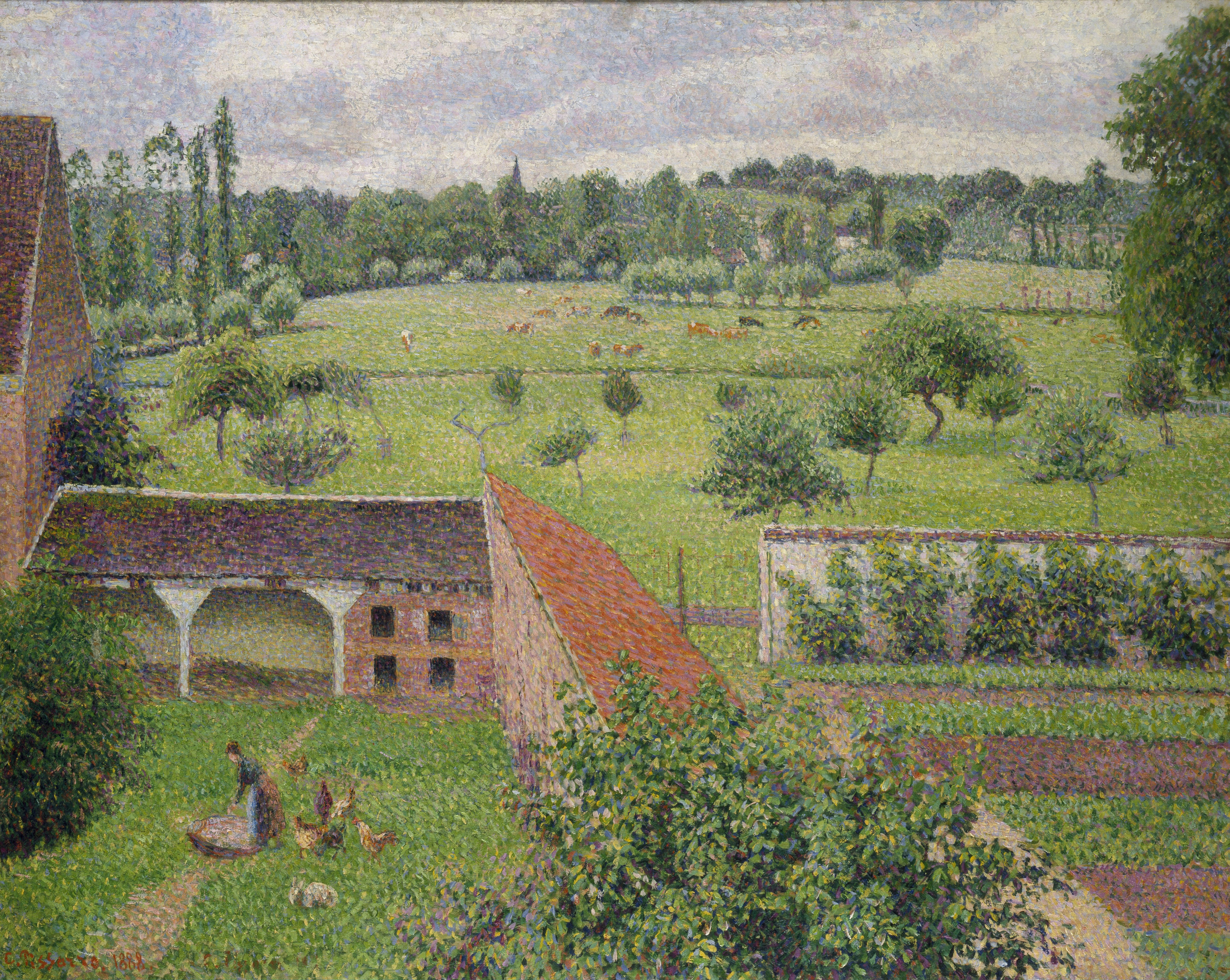
95 : Vue de ma fenêtre par temps gris
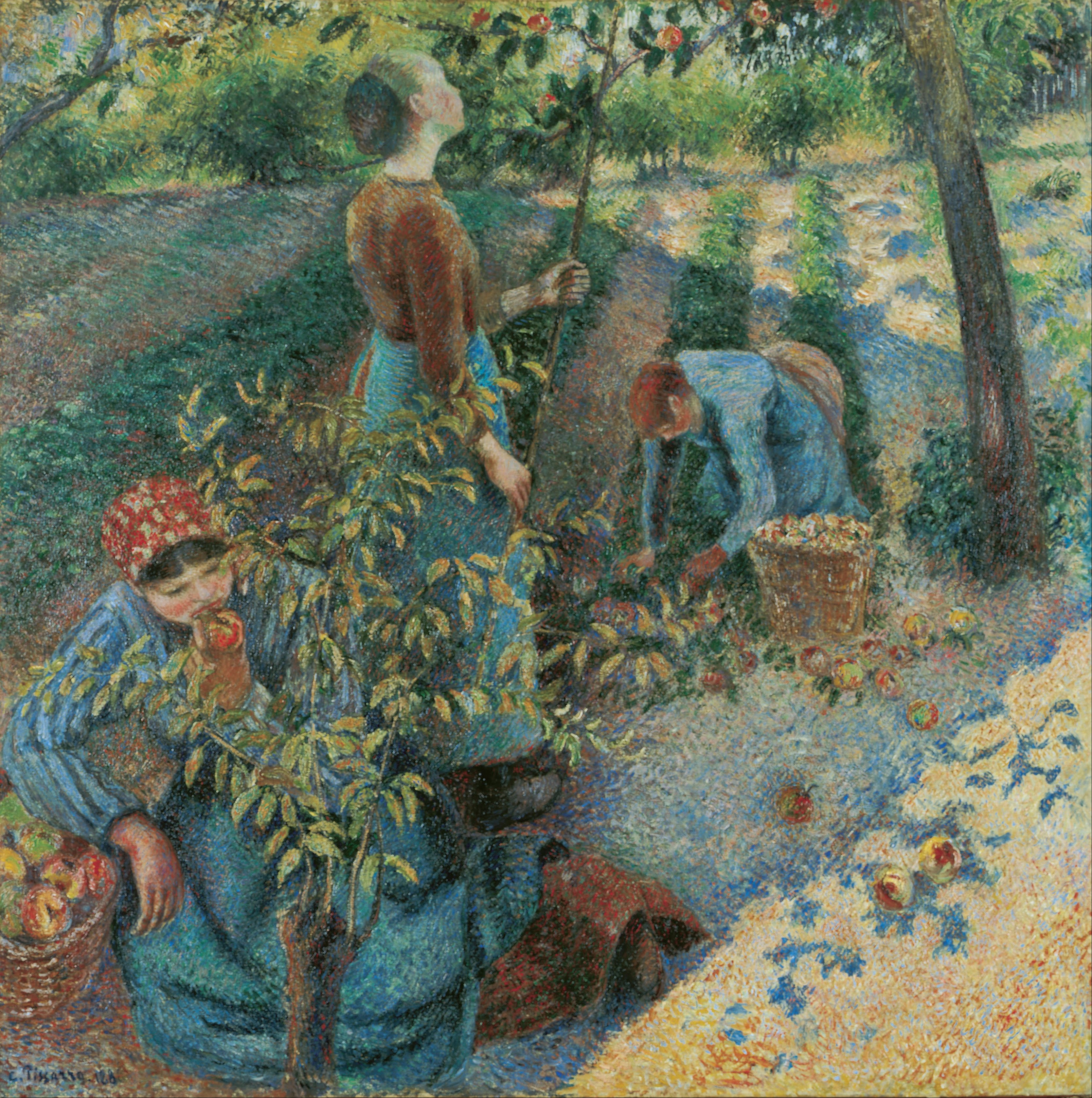
100 : La Cueillette de pommes

### Lucien Pissarro
Lucien Pissarro présente 10 œuvres : cinq tableaux, trois aquarelles et deux ensembles de gravures sur bois.
- Tableaux :
  - 114 : Nature morte
  - 115 : Nature morte
  - 119 : Environs de Londres
  - 120 : Villerville
  - 121 : Burneville et Bazincourt

- Aquarelles :
  - 116 : projet d'illustration pour Il était une bergère
  - 117 : Étude à Pontoise
  - 118 : Église de Bazincourt

- Gravures sur bois :
  - 122 : illustration pour Maît' Liziard (nouvelle d'Octave Mirbeau publiée dans La Revue illustrée)
  - 123 : ensemble de gravures :
    - Tête de paysan
    - Lapin
    - Femme à l'herbe
    - Femme lisant
    - Pâtissier
    - Marchande de marrons
    - Paysan sarclant
    - Ravaudeuse
    - Curé à la promenade

### Odilon Redon
Odilon Redon présente 15 œuvres : 
- 124 : Tête laurée (collection particulière[82])
- 125 : Le Secret
- 126 : Homme primitif (Art Institute of Chicago[83],[84])
- 127 : L'Empreinte
- 128 : L'Intelligence
- 129 : Tentation (appartient à M. J. K. Huysmans)
- 130 : Béatrix (appartient à M. Maurice Fabre ; collection particulière[82])
- 131 : Paysage (appartient à M. Brethous-Lafargue)
- 132 : Salomé (appartient à M. Brethous-Lafargue)
- 133 : La Désespérance (appartient à M. Ch. Hayem)
- 134 : La Veuve (appartient à M. Ch. Hayem)
- 135 : Profil d'enfant (appartient à M. Ch. Hayem)
- 136 : Lune noire
- 137 : Profil de lumière (appartient à M. Ch. Hayem)
- 138 : Paysage (appartient à M. Ch. Hayem)

### Henri Rouart
Henri Rouart présente 27 œuvres : quatre tableaux et vingt-trois aquarelles.
- Tableaux :
  - 139 : Intérieur
  - 140 : Lisière de bois
  - 141 : Pyrénées
  - 142 : Étude

- Aquarelles :
  - 143 : Jardin de l'Évêché à Blois
  - 144 : Château du Moulin (Sologne)
  - 145 : Porte du château de Blois
  - 146 : Ruines de Bury
  - 147 : Village de Moulineux
  - 148 : Belle-Croix
  - 149 : Intérieur de parc
  - 150 : Jardins Beaumont, à Pau
  - 151 : A Jurançon
  - 152 : Place de Jurançon
  - 153 : Fondamenta Nuove (Venise)
  - 154 : Barques de Coggia (Venise)
  - 155 : Palli (Venise)
  - 156 : Bateaux de foin (Venise)
  - 157 : Giudecca (Venise)
  - 158 : Derrière le Redemptore (Venise)
  - 159 : Près la Dogana (Venise)
  - 160 : Un soir dans la Giudecca (Venise)
  - 161 : Pont Saint-Zanni et Paolo (Venise)
  - 162 : Dans la Giudecca (Venise)
  - 163 : A Murano (Venise)
  - 164 : Maison des Morets (Mans)
  - 165 : La grabaterie (Mans)

### Émile Schuffenecker
Émile Schuffenecker présente 9 œuvres : 
- 166 : À saute-mouton (collection particulière[85])
- 167 : Torse de femme (étude) (collection particulière[86])
- 168 : Portrait
- 169 : Étude de neige (collection particulière[87])
- 170 : Quai Montebello
- 171 : La Neige dans mon jardin (collection particulière[88])
- 172 : Nature morte
- 173 : Oranges (collection particulière[89])
- 174 : pastel

### Georges Seurat
Georges Seurat présente 9 œuvres : 
- Peintures :
  - 175 : Un Dimanche à la Grande-Jatte (Art Institute of Chicago[90])
  - 176 : Le Bec du Hoc (Grand-Camp) (Tate Modern[91])
  - 177 : Le Fort Samson (Grand-Camp)
  - 178 : La Rade de Grand-Camp (collection particulière[92])
  - 179 : La Seine, à Courbevoie (collection particulière[93])
  - 180 : Les Pêcheurs (appartient à M. Appert ; musée d'Art moderne de Troyes sous le titre Les Pêcheurs à la ligne[94])

- Dessins :
  - 181 : Une parade (appartient à M. J. K. Huysmans)
  - 182 : Condoléances (appartient à M. J. K. Huysmans)
  - 183 : La Banquiste (appartient à Mme Robert-Caze)

175 : Un Dimanche à la Grande-Jatte
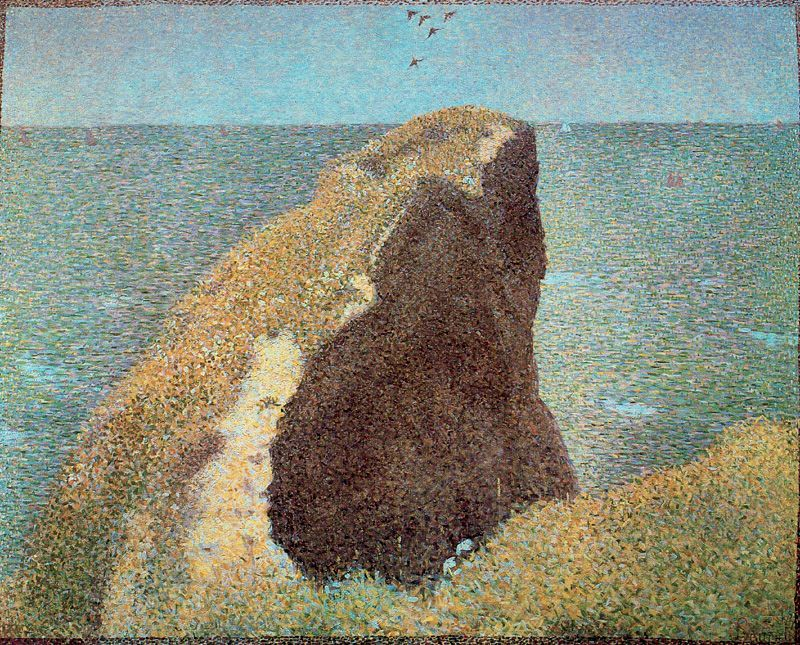
176 : Le Bec du Hoc (Grand-Camp)
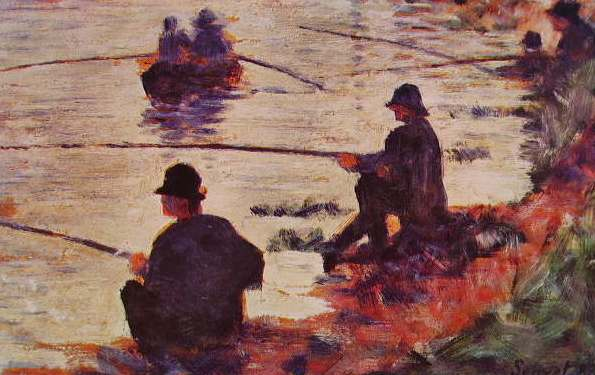
180 : Les Pêcheurs

### Paul Signac
Paul Signac présente 18 œuvres : quinze peintures et trois dessins.
- Peintures :
  - 184 : Apprêteuse et Garnisseuse (Modes), rue du Caire (Fondation et Collection Emil G. Bührle sous le titre Die Hutmacherinnen, Les Modistes[95] ; également connu comme Deux stylistes, Rue du Caire)
  - 185 : La Berge, Asnières (collection particulière[96])
  - 186 : Le Moulin de Pierre-Hâlé, Saint-Briac (collection particulière[97])
  - 187 : Passage du Puits-Bertin, Clichy
  - 188 : Les Gazomètres, Clichy (musée national du Victoria[98])
  - 189 : Du haut de la Garde Guérin, Saint-Lunaire
  - 190 : La passe balisée, Saint-Briac (appartient à Mme J. S. ; collection particulière[99])
  - 191 : La Neige, boulevard Clichy (appartient à M. Heymann ; Minneapolis Institute of Art[100])
  - 192 : Bonne Brise de N 1/4 NO, Saint-Briac (appartient à M. Heymann ; collection particulière[101])
  - 193 : L'Abreuvoir, Asnières
  - 194 : Le Jardin du père Lefeuvre, Saint-Briac
  - 195 : L'Embranchement de Bois-Colombes (Leeds Art Gallery (en)[102]))
  - 196 : D'une Fenêtre, Lachapelle-Saint-Briac
  - 197 : Le Port Hue, Saint-Briac (appartient à M. Pissaro ; musée Boijmans Van Beuningen[103])
  - 198 : La Grue « l'Union », île Saint-Louis (appartient à Paul Alexis ; peint recto-verso ; collection particulière[104])

- Dessin : 
  - 199 : Au Café-Concert (appartient à Mme Robert-Caze)
  - 200 : Aux Tuileries
  - 201 : L'Île des Ravageurs

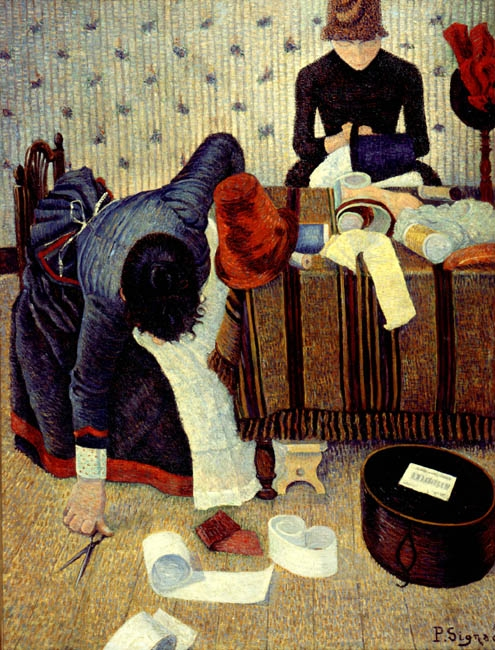
184 : Apprêteuse et Garnisseuse (Modes), rue du Caire
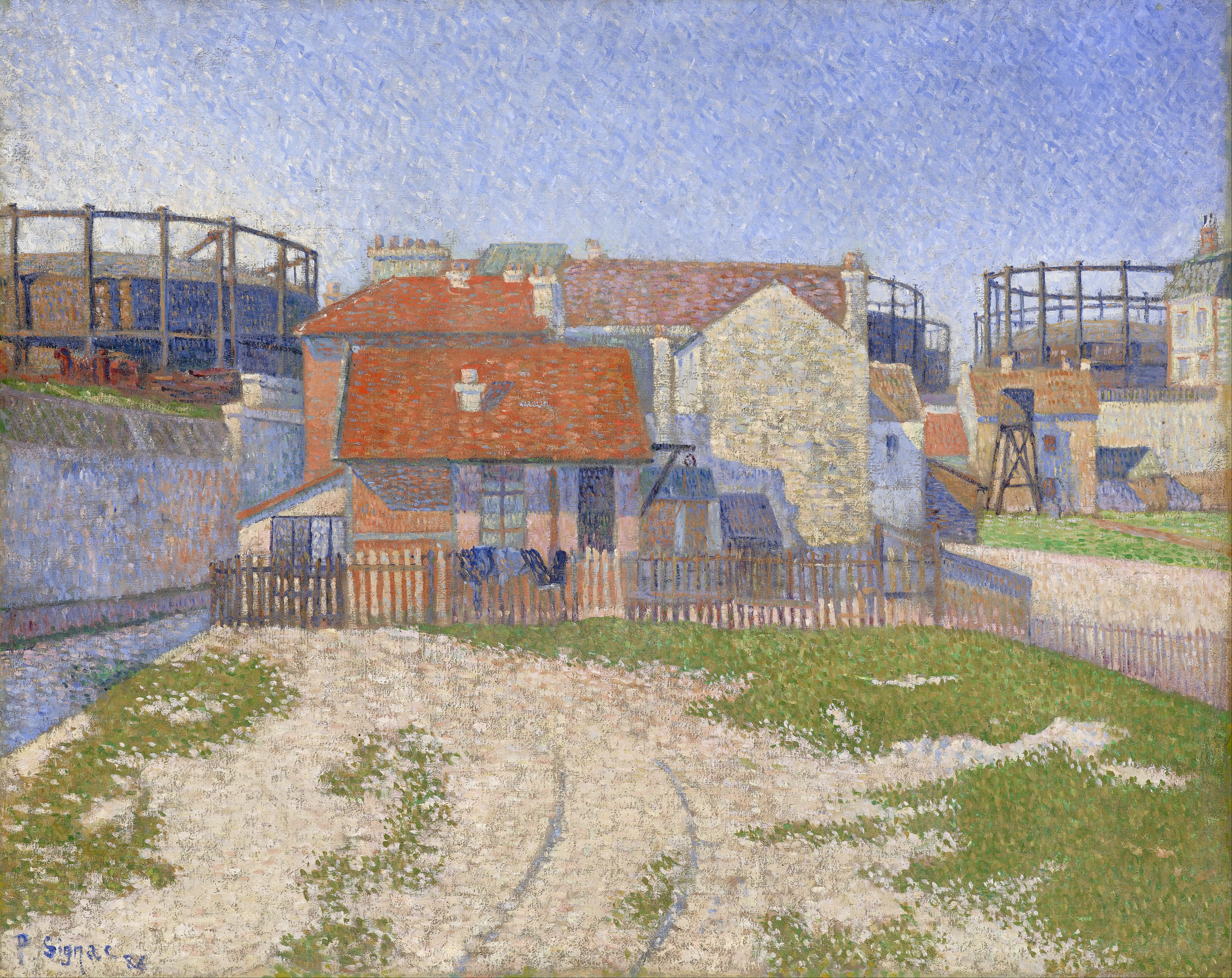
188 : Les Gazomètres, Clichy
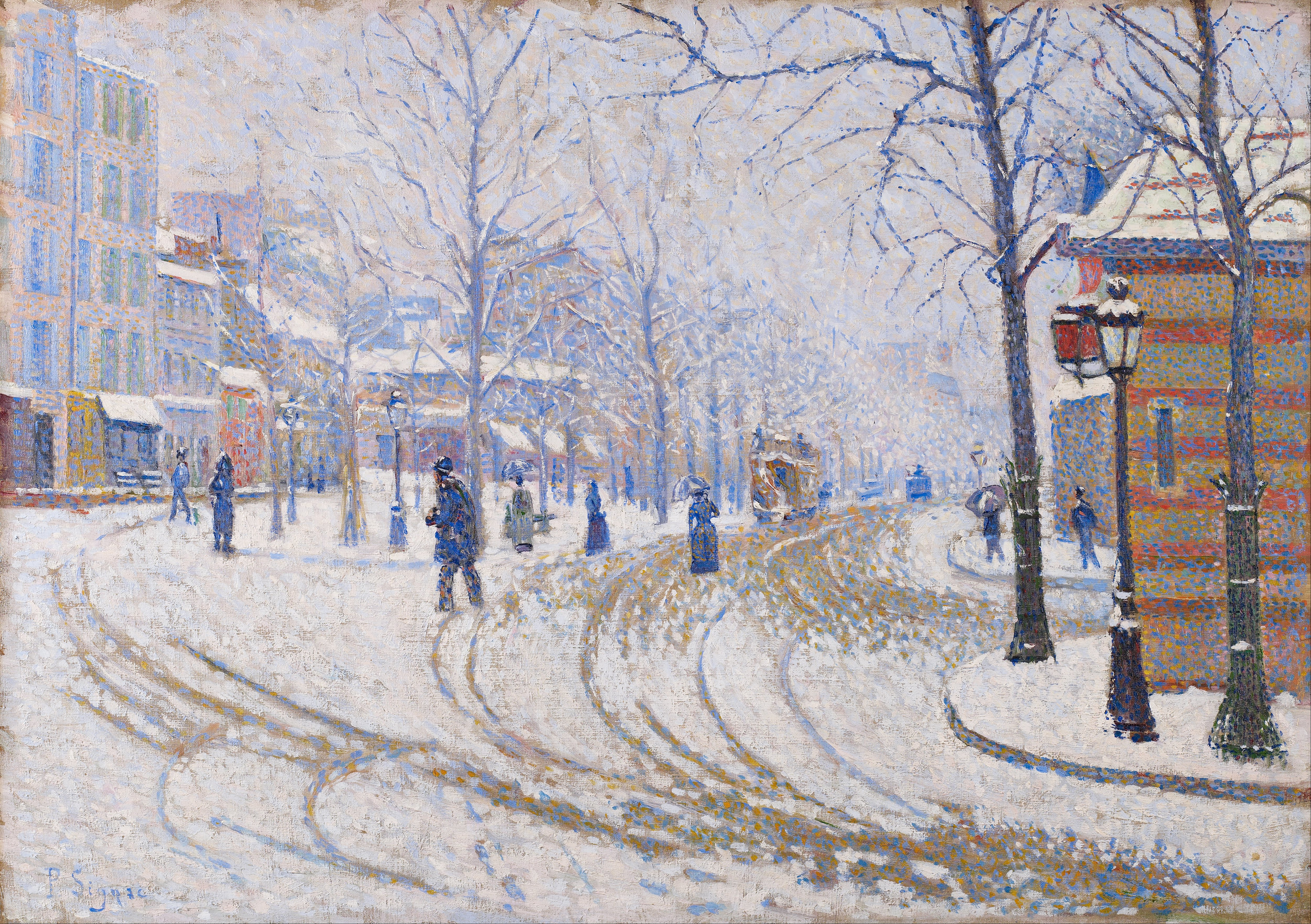
191 : La Neige, boulevard Clichy
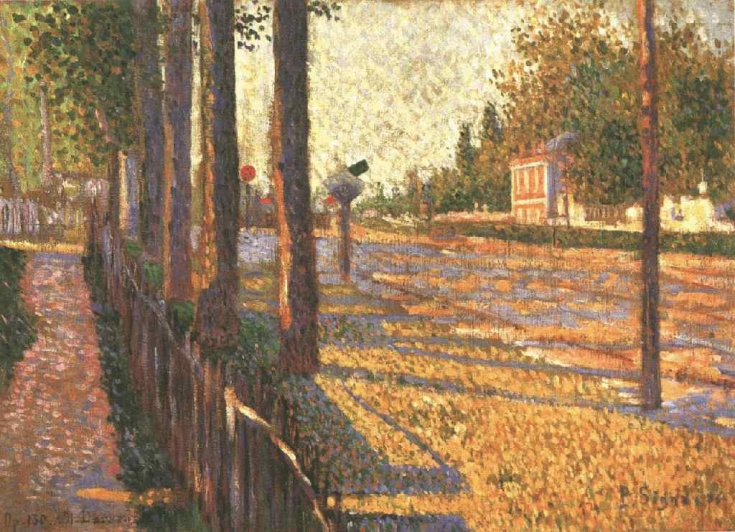
195 : L'Embranchement de Bois-Colombes
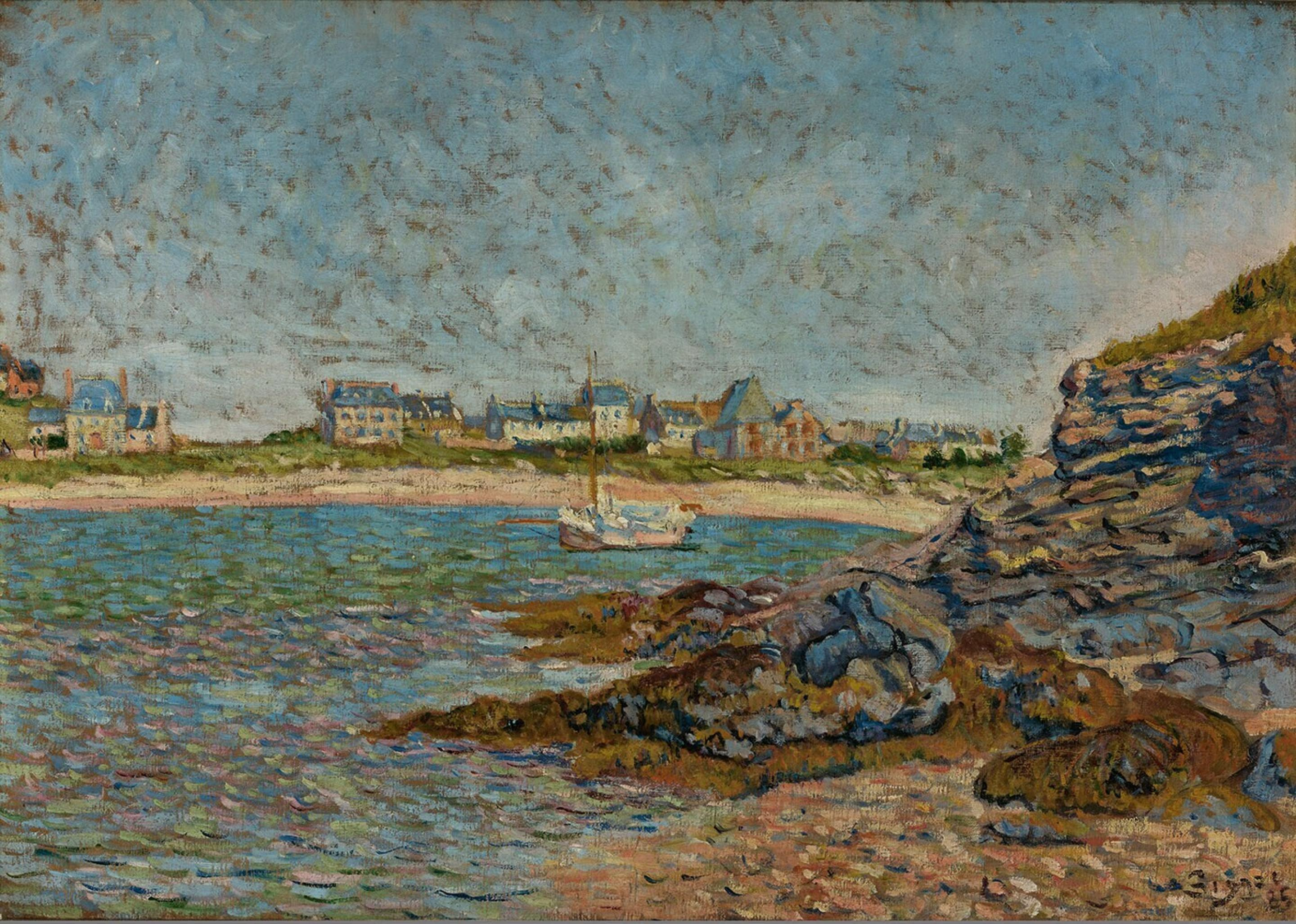
197 : Le Port Hue, Saint-Briac

### Charles Tillot
Charles Tillot présente 16 œuvres : 
- 202 : Le Lac d'Annecy
- 203 : L'Approche de l'orage
- 204 : Falaises, à Villers-sur-Mer
- 205 : Pivoines et Iris
- 206 : Pivoines blanches
- 207 : Chrysanthèmes
- 208 : Chrysanthèmes blanches et Dahlias
- 209 : Roses
- 210 : Anémones (2 études)
- 211 : Roses dans un vase de Chine
- 212 : Pivoines et Pavots
- 213 : Baigneuse
- 214 : Jeune Fille dans un paysage
- 215 : Femme couchée (étude)
- 216 : Étude de femme nue
- 217 : Recueil de croquis à l'encre de Chine

### Victor Vignon
Victor Vignon présente 18 œuvres : 
- 218 : L'Église de Jouy (effet de soleil), mars
- 219 : La Côte Saint-Nicolas (hivers), à Auvers-sur-Oise
- 220 : La Vieille Sente, à Four
- 221 : L'ancien moulin de Jouy (soleil d'avril)
- 222 : La Sente, à Chaponval
- 223 : Champs, près la rue Boucher, à Auvers (printemps) (collection particulière[105])
- 224 : Église de Jouy (Mai)
- 225 : Près la rue Remy (hiver), Auvers-sur-Oise
- 226 : Le Coteau des Grandes-Nises, vu du marais, à Jouy
- 227 : Maisons (effet du matin)
- 228 : Un Chemin vert, à Orrouy
- 229 : Une Ferme, vue du Codru, à Jouy (appartient à M. Brulé)
- 230 : Une Carrière (Champagne), esquisse
- 231 : Au Val-Hermay
- 232 : Vaux-sur-Oise (appartient à M. André)
- 234 : Auvers (la côte) (appartient à M. Aubry)
- 234 : Sente d'Auvers
- 234 : Sente de Chaponval

### Federico Zandomeneghi
Federico Zandomeneghi présente 12 œuvres : quatre peintures et huit pastels. Les titres des œuvres ne sont pas mentionnés.
- 235-238 : peintures
- 239-246 : pastels